# Sardón de Duero
Sardón de Duero község Spanyolországban, Valladolid tartományban. Sardón de Duero Villavaquerín, Olivares de Duero, Quintanilla de Onésimo, Santibáñez de Valcorba, Traspinedo és Villabáñez községekkel határos. Lakosainak száma 607 fő (2024).

## Népesség
A település népessége az utóbbi években az alábbiak szerint változott:
| Lakosok száma | 643  | 668  | 703  | 700  | 671  | 649  | 597  | 580  | 596  | 607  |
|               | 2001 | 2004 | 2007 | 2009 | 2012 | 2014 | 2017 | 2019 | 2022 | 2024 |